# Анновка (Коломакский район)
Анновка (укр. Ганнівка), село, 
Резуненковский сельский совет,
Коломакский район,
Харьковская область.
Код КОАТУУ — 6323280603. Население по переписи 2001 года составляет 113 (45/68 м/ж) человек.

## Географическое положение
Село Анновка находится
в балке Каленикова, по которой протекает пересыхающий ручей на котором сделано несколько запруд.
Выше по течению примыкает село Шелудьково (Валковский район), ниже по течению примыкает село Мирошниковка.

## История
- 1775 — дата основания.

## Экономика
- Молочно-товарная ферма.